# Syscia chiapaneca
Syscia chiapaneca (лат.) — вид муравьёв рода Syscia из подсемейства Dorylinae (Formicidae). Эндемик Мексики.

## Распространение
Встречаются в Центральной Америке: Мексика (Chiapas).

## Описание
Мелкие муравьи красновато-коричневого цвета (длина около 3 мм). Ширина головы рабочих 0,57-0,63 мм, длина головы 0,73-0,78 мм. Отличаются следующими признаками: субпетиолярный отросток мелкий, асимметричный и треугольный; абдоминальный сегмент AIII сверху слабо трапециевидной формы, задний край слабо выпуклый; AIV сверху с умеренно выпуклыми сторонами, передний край умеренно усеченный; у AIII и AIV дорсальный профиль слабовыпуклый, а их пунктуры мелкие; отстоящие волоски средней длины. Стебелёк двухчлениковый, но явные перетяжки между следующими абдоминальными сегментами отсутствуют. Проното-мезоплевральный шов развит. Оцеллии отсутствуют, сложные глаза редуцированные. Нижнечелюстные щупики рабочих 2-члениковые, нижнегубные щупики состоят из 2 сегментов. Средние и задние голени с одной гребенчатой шпорой. Обнаружены в подстилочном лесном слое. Вид был впервые описан в 2021 году американским мирмекологом Джоном Лонгино и немецким энтомологом Майклом Бранстеттером.